# Övertorneå landsfiskalsdistrikt
Övertorneå landsfiskalsdistrikt var 1918–1964 ett landsfiskalsdistrikt i Norrbottens län, bildat när Sveriges indelning i landsfiskalsdistrikt trädde i kraft den 1 januari 1918, enligt beslut den 7 september 1917. Den 1 januari 1965 avskaffades i Sverige samtliga landsfiskaler och landsfiskalsdistrikt, och deras arbetsuppgifter delades upp på de nyskapade indelningarna polisdistrikt, åklagardistrikt och kronofogdedistrikt.
Landsfiskalsdistriktet låg under länsstyrelsen i Norrbottens län, och landsfiskalen var baserad i Övertorneå.

## Ingående områden
Distriktet bestod under hela dess existens av samma område:
- Hietaniemi landskommun
- Övertorneå landskommun

## Landsfiskaler
- 1918-1919: Magnus Ström[4]
- 1920-1942: Axel Manfred Hultin, född 1891.[3][5][6][7][8]
- 1943-tidigast 1955: Torsten Vilhelm Utterström, född 1906.[9][10][11][12]
- 1957-1964: Torsten Alfred Reinhold Lindahl, född 1911.[13]